# Ariete (carro de combate)
O C1 Ariete é o principal tanque do Exército Italiano. Foi desenvolvido pela parceria entre a Iveco-Fiat e Oto Melara, com mais de 200 unidades atualmente ao serviço de Itália.
Tendo já fabricado o Leopard 1 sobre licença, a Itália, que já tinha concebido uma variante daquele blindado para exportação (OF-40), optou por desenvolver o seu próprio substituto, o que resultou no C1 Ariete.
Inicialmente concebido em 1984, quando já havia terminado a produção dos Leopard 1 na Itália, um consórcio entre Oto-Melara + Breda  (resultando na Otobreda) e Fiat Iveco foi formado para conceber e fabricar uma nova família de carros de combate que incluiria viaturas sobre rodas e da qual teria o C1 Ariete como o seu representante mais pesado.

## Histórico operacional

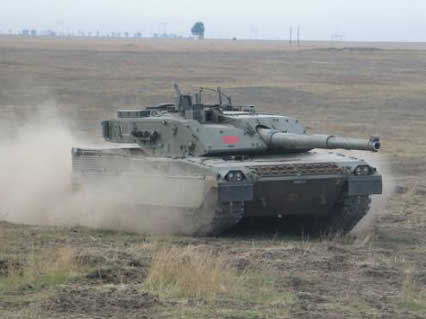
O blindado C2 Ariete italiano.

Sobre um contrato 200 unidades para o Exército Italiano, os primeiros veículos foram entregues em 1995 e o último em 2002.
Com entrada no serviço ativo em meados da década de 90, os blindados C1 Ariete italianos não foram empregados em qualquer operação de imediato. A primeira utilização pelas Forças Armadas Italianas ocorreu em 2004, quando um destacamento de seis carros de combate foi enviado para o Iraque, onde integrou o contingente italiano no sul do país. Os C1 Ariete enviados para o país do Golfo foram equipados com blindagem lateral adicional.
Os italianos equiparam três regimentos de blindados com o carro de combate Ariete, cada contanto com 54 unidades.

## Descrição
Os componentes foram fabricados pelos vários membros do consórcio, com o Exército Italiano colocando uma encomenda para 200 unidades.
Como armamento principal, o C1 Ariete utiliza uma variante do canhão que o Leopard 1 alemão opera, sendo este fabricado na Itália, com 120mm, 44 munições, e algumas outras modificações introduzidas localmente. É giro-estabilizado, o que permite realizar disparos em movimento. 
Utiliza o sistema de combate Galileo, também encontrado a bordo do veículo de reconhecimento Centauro B1 e veículo de combate de infantaria (VCI) Dardo. Por isso, também inclui o sistema de controlo de tiro TURMS-FCS.
A sua blindagem é convencional, com placas soldadas em aço e com adição de camadas de blindagem especial com características não reveladas.

### Ariete MkII / Mk. 2
Em 2005, foi anunciada a intenção de modernizar os C1 Ariete em serviço. A modificação deverá incluir um novo sistema de combate digital e um novo motor Iveco de 1500 cv.
Entre outras características, o Ariete Mk. 2 deverá dispor de uma blindagem adicional, o que implica um aumento na sua massa. Uma das possibilidades em estudo é a substituição do canhão de 120mm L/44 pelo mais moderno L/55, equivalente ao utilizado pelo Leopard 2A6 alemão, embora algumas fontes indiquem que está em estudo a instalação de um carregador automático para o canhão principal, o que reduziria a tripulação de 4 para 3.
A massa total do veículo, à mercê do aumento da blindagem, também deverá aumentar, passando para valores próximos de 60 toneladas.

## Principal Utilizador

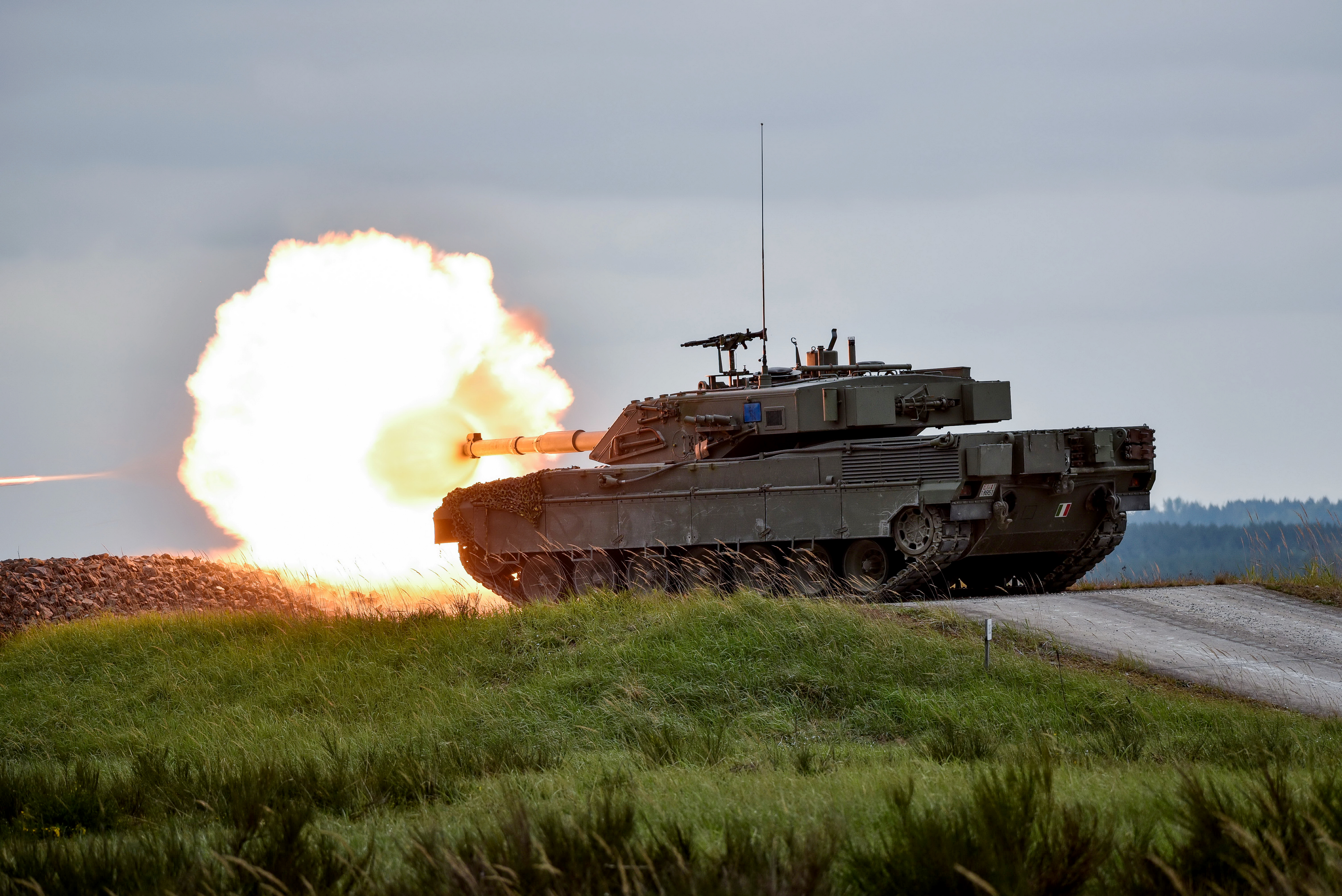
C1 Ariete em treinamento de disparo

Itália
- Exército Italiano – 200 unidades, designação local: C1 Ariete

#### Outros MBTs da OTAN:
- Altay (Turquia)
- Challenger 1 (Reino Unido)
- Challenger 2 (Reino Unido)
- Leclerc (França)
- Leopard 1 (Alemanha)
- Leopard 2 (Alemanha)
- M1 Abrams (EUA)

#### Outros MBTs:
- EE-T1 Osório (Brasil)
- MB-3 Tamoyo (Brasil)
- T-72 (União Soviética)
- T-80 (União Soviética)
- T-90 (URSS / Rússia)

#### Páginas relacionadas:
- Exército Italiano
- Forças armadas da Itália
- Carro de combate
- Lista de veículos blindados de combate por país